# Kostel svaté Kateřiny Alexandrijské (Pisa)
Santa Caterina d'Alessandria je katolický kostel v Pise, který stojí na Piazza Santa Caterina.
Poprvé je zmiňován, spolu s připojeným špitálem, roku 1211; současná stavba pochází z let 1251 a 1300, kdy kostel spravovali Řád bratří kazatelů.
Fasáda, která je zdobena bílým a šedým mramorem, lodžiemi a centrálním rozetovým oknem, byla dokončena roku 1326. Interiér byl rekonstruován v 17. století a uchovává malby Memmiho (Triumf sv. Tomáše, 1363), Fra Bartolomea (Madona se sv. Petrem a Pavlem, 1511), Tita, Lomiho, Vanniho, Dandiniho a sochy Pisana.
Dřevěná kazatelna ze 17. století, je dle legendy místem, kde kázal sv. Tomáš.